# کریس باتلر
کریس باتلر (انگلیسی: Chris Butler؛ زادهٔ ۱۹۷۴) هنرمند داستان، نویسنده، کارگردان فیلم و طراح اهل انگلستان است.
از فیلم‌ها یا برنامه‌های تلویزیونی که وی آن‌ها را کارگردانی کرده‌است می‌توان به لینک گمشده اشاره کرد.